# Samurai: Der Weg des Kämpfers
Der Jugendroman Samurai: Der Weg des Kämpfers (Originaltitel: Young Samurai: the way of the warrior) wurde 2008 von dem englischen Schriftsteller Chris Bradford geschrieben. Er ist der Auftakt zu einer Reihe von Romanen um den jungen Samurai Jack Fletcher.

## Handlung
Das Buch handelt von dem 12-jährigen Jack Fletcher und dessen Vater John Fletcher, die im 17. Jahrhundert  mit einer Crew von 100 Mann nach Japan aufbrechen, um die berüchtigte Insel zu finden.  
Als sie kurz vor Japan in einen starken Sturm geraten, rettet sich das Schiff in eine Bucht vor Japan. Sie werden dort von japanischen Ninja-Piraten angegriffen und bis auf Jack wird die ganze Crew, auch Jacks Vater, getötet. Jack wird von dem Japaner Masamoto, der ein berühmter Samurai ist, gefunden und adoptiert. Er lebt bei dessen Familie in der Stadt Toba. Es stellt sich heraus, dass der Ninja, der Jacks Vater getötet hat, der gefürchtete Dokugan Ryū (Drachenauge) ist. Eines Nachts greift dieser wegen des Seebuchs Jack bei seiner neuen Familie erneut an. Das Seebuch gehörte Jacks Vaters und ist in einem Gemisch aus Englisch und einem geheimen Code geschrieben, sodass man nicht ohne weiteres darin lesen kann. In letzter Sekunde wird Jack von Masamoto gerettet.
Jack geht mit seinen Freunden Yamato und Akiko an die Schule der beiden Himmel (Niten-Ichi-Ryū), um als Samurai ausgebildet zu werden. Dort findet er einen Feind, Kazuki, der ihn und alle Ausländer hasst; er verwendet oft das japanische Schimpfwort "gaijin"(ungesiteter Barbar) gegen Ausländer.

## Ausgaben (Auswahl)
- Young Samurai: the way of the warrior. Puffin, London 2008, ISBN 978-0-14-132430-2.
- Samurai. Bd. 1. Der Weg des Kämpfers. Ins Deutsche übersetzt von Wolfram Ströle. Ravensburger Buchverlag, Ravensburg 2011, ISBN 978-3-473-58384-3.
- El joven samurái: el camino del guerrero. Ins Spanische übersetzt von Rafael Marín Trechera. Ediciones B, Barcelona 2008, ISBN 978-84-666-3864-7.
- De weg van de krijger. Ins Niederländische übersetzt von Jet Matla. Mynx, Amsterdam 2009, ISBN 978-90-8968-008-2.
- La voie du guerrier. Ins Französische übersetzt von Laurent Strim. J’ai lu, Paris 2009, ISBN 978-2-290-01058-7.